# Neoxychirota isolata
Neoxychirota isolata är en fjärilsart som beskrevs av Clarke 1986. Neoxychirota isolata ingår i släktet Neoxychirota och familjen Tineodidae. Inga underarter finns listade i Catalogue of Life.